# Torpeda parogazowa
Torpeda parogazowa – torpeda z napędem śrubowym, w którym śruba jest napędzana silnikiem tłokowym lub turbinowym zasilanym mieszaniną pary wodnej i gazów spalinowych powstałych w procesie spalania paliwa z równoczesnym wtryskiem wody do komory spalania.
Wczesne torpedy (Whiteheada) miały silniki zasilane sprężonym powietrzem z butli, które ulegało bardzo gwałtownemu ochłodzeniu na skutek zmniejszenia ciśnienia między butlą a silnikiem. Zastosowane z początkiem XX w. podgrzanie powietrza z butli, przez użycie go jako utleniacza do spalania niewielkich ilości paliwa i napędzanie silnika powstałymi gazami spalinowymi pozwoliło na bardzo znaczącą poprawę osiągów. Kolejnym krokiem było opracowanie w 1912 właściwej torpedy parogazowej, w której powietrze, paliwo i woda są równocześnie wtryskiwane do komory spalania. Woda pod wpływem ciepła spalania odparowywała, równocześnie chłodząc komorę i zwiększając objętość mieszaniny gazów, która następnie kierowana była do silnika.
Wydajny napęd parogazowy pozwalał przenosić duże i ciężkie głowice (kilkaset kilogramów materiału wybuchowego) z dużymi prędkościami (ponad 40 węzłów) na znaczny dystans. Przykładowo, standardowa amerykańska torpeda Mark XIV z okresu II wojny światowej przenosiła głowicę z 290 kg heksogenu na dystans 4 km z prędkością 46 w. Jeszcze lepsze osiągi miały japońskie torpedy Typ 93 używające tlenu zamiast sprężonego powietrza (490 kg głowica z prędkością 48 w. na dystans 20 km). Torpedy parogazowe użyte były jeszcze w czasie wojny falklandzkiej w 1982 roku.
Wadą torped parogazowych był wyraźnie widoczny spieniony ślad torowy na wodzie powstały z resztek gazów napędowych. Ślad ten był ostrzeżeniem dla atakowanych statków oraz zdradzał pozycję zanurzonego okrętu podwodnego. Torpedy te wymagały także starannej kontroli trymu w miarę zużywania powietrza, wody i paliwa; były też bardzo skomplikowane w produkcji. Wad tych pozbawione były wprowadzone po raz pierwszy w 1917 roku torpedy elektryczne.

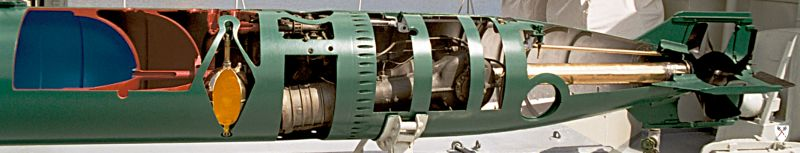
Przekrój torpedy parogazowej. Od lewej widać zbiorniki: powietrza (niebieski), wody (beżowy) i paliwa (żółty). Za nimi silnik i przekładnie